# 昼下がり 社宅奥様探偵団
昼下がり 社宅奥様探偵団（ひるさがり しゃたくおくさまたんていだん）は、1998年9月4日にフジテレビ系列の『金曜エンタテイメント』枠で放送されたテレビドラマ。
2001年9月14日、事実上の第2作として昼下がり 社宅奥様捜査隊（ひるさがり しゃたくおくさまそうさたい）が放映された。本稿ではシリーズとして紹介する。
両作品とも、社宅で暮らす奥様3人組が、社宅特有の人間関係に振り回されながら、殺人事件解決に奔走するサスペンス。

## キャスト
1.2作で人物設定等は違っている。

### 海和商事西東京社宅（第1作）
- 小峰美代子：片平なぎさ
- 秋葉尚子：宮崎淑子
- 御法川宏美：伊藤かずえ
- 及川：川俣しのぶ
- 谷田孝子（社宅の自治会長）：阿知波悟美

### 海和商事1号社宅（第2作）
- 勢川郁子：榊原郁恵
- 星田章光（妻が社員で、自身は元社員の主夫）：神田正輝
- 御法川宏美（第1作とは設定が異なる）：伊藤かずえ
- 三浦緑：川俣しのぶ
- 吉原孝子（社宅の自治会長）：鷲尾真知子

### 主人公三人がたむろする住宅展示場のモデルルームの店員
- 長沼（第1.2作）：筒井康隆
- 名前設定なし（第1作）、川淵（第2作）：吉満涼太

## ゲスト
第1作「ホテルの一室で起きた殺人事件
夫の出世を賭けて社宅内にわきおこるダンス教室ブーム!密室に横たわる美女の死体…浮気か? 嫉妬か
奥様だけが知る動機」
- 新藤恵（ダンス教室経営者）：真行寺君枝
- 新藤晃（ダンス教室講師。恵の夫）：高知東生
- 奥平静（ダンス教室生徒。第1被害者）：吉野真弓
- 奥平健治（静の夫。第2被害者）：西沢仁
- 刑事：江良潤、武智健二、大堀こういち
- 奥平家の隣人：滝本ゆに
- 御法川家の家政婦：須永千重
- 谷津勲、花水木優、大島弘美、松田隼人、宮本順子、嶋本秀朗、岡武史

第2作「人事異動の犠牲者!?普通の社宅で起こった 巧妙な殺人計画－。夫の出世競争から生じた悲劇の怨恨殺人!?ガーデニングに仕組まれた巧妙な殺しの罠…謎を追うお気楽主婦に魔の手が迫る」
- 中田美和子：渡辺典子
- 中田英郎：塩屋俊
- 溝内（刑事）：でんでん
- 布田（刑事）：水島新太郎
- バーブ梅原：俵山栄子
- 岡野節夫（人事部長。第2被害者）：佐藤二郎
- 岡野夫人（第1被害者）：斉木亨子
- 前園勉（社宅管理係長。第3被害者）：大竹一樹
- 鑑識課員：河野靖
- 神代みゆき、小林千晴、松本じゅん、水内猛、大倉春彦、水木淳子、安藤一人

## スタッフ
- 原案（第1作）：高橋留美
- 脚本：櫻井武晴（第1.2作）
- 演出：伊藤寿浩（第1作）、樹木まさひこ（第2作）
- 撮影：三浦孝夫（第1作）、上野彰吾（第2作）
- スタント：ジャパンアクションクラブ
- 技術協力：オーエイギャザリング（第1作）、東通（第2作）
- 美術協力：フジアール
- プロデュース：川島永次（第1.2作）、佐藤啓（第2作）
- 製作：フジテレビ、ホリプロ